# 大陳故事館
大陳故事館，是中華民國花蓮縣一間地方故事館，位於花蓮市民光71之1號2樓。

## 沿革
當初國共內戰末期，中國人民解放軍在優勢火力之下陸續攻下浙江省附屬島嶼，最後解放軍攻佔大陳島最重要的屏障－一江山島（一江山島戰役）。
於是，中華民國國民政府就在美國第七艦隊的護航之下，島上大部份的居民選擇撤退到台灣（國府完全撤退後的大陳島，只剩下一位老人跟一條狗）。
大陳島的人民因為國共內戰來到台灣，國民政府為了方便管理，將大陳島的居民分配在全台各地35個大陳村落，而其中座落於花蓮市美崙的復興一、二村是全台的大陳人最多的地方，共426戶約1800人。而當初居民移民到花蓮，因海洋與陸地的不同致捕魚不易而導致居民生活作息不同，因而需重新適應環境。
2014年時，花蓮市公所在復興一村設立大陳故事館，當中陳列村中文物及介紹當地歷史、習俗等。